# Alex et Eurêka
Pour les articles homonymes, voir Alex et Eurêka (homonymie).
Alex et Eurêka sont les deux héros de la série de bande dessinée de ce nom, créée par Pierre Brochard, qui est accompagné très rapidement par le scénariste Guy Hempay. Cette série est publiée de 1956 à 1970, successivement dans Cœurs vaillants, dans J2 Jeunes et dans Formule 1. Elle porte parfois d'autres noms comme Alex et Tambour ; Alex, Tambour et Eurêka ; Lestaque, Alex et Eurêka ou Les Aventures de l'inspecteur Lestaque.

## La trame
Alex et Eurêka sont deux collégiens parisiens, qui deviennent les amis de l'inspecteur de police Lestaque, marseillais d'origine. Ensemble, ils se trouvent mêlés à des aventures réalistes et des enquêtes à rebondissements, à Paris et en province, en France et à l'étranger, sur différents continents,.
Raymond Perrin estime que leurs aventures sont « trépidantes et clairement policières ».

## Personnages
Alex, de son vrai nom Alexandre Loubet, fils d'ingénieur, est un collégien blond, dynamique, débrouillard et plein d'initiative,.
Eurêka, de son vrai nom Adhémar Ponchateau du Tour de Taille, est brun, porte des lunettes d'écailles. Plus timoré et plus intellectuel que son ami Alex, il est considéré comme le cerveau, bien que souvent distrait et même étourdi,,.
Lestaque est inspecteur de police, originaire de Marseille dont il a toujours l'accent. Son rôle est tel que la série prend parfois son nom : Les Aventures de l'inspecteur Lestaque. Le dessinateur Pierre Brochard lui a donné les traits de son scénariste Guy Hempay.
Tambour, le gros chien blanc et noir, apparaît surtout au début de la série. L'inspecteur Fricot est un autre second rôle qui sert de faire-valoir, particulièrement gaffeur.

## Les auteurs
Pierre Brochard est le créateur de la série en tant qu'auteur complet, mais le scénario est repris par Guy Hempay dès le milieu du premier épisode. Son trait réaliste et précis, drôle aussi, sert le suspense par son ambiance mystérieuse, parfois insolite et inquiétante ; le dynamisme de ses dessins accompagne bien l'action incessante.
Guy Hempay a trente-deux ans au moment où il reprend en route le scénario de la série, en 1956, pour l'hebdomadaire Cœurs vaillants. Derrière ce pseudonyme se cache en réalité le scénariste Jean-Marie Pélaprat, très présent dans les revues de l'éditeur Fleurus. Il assure des scénarios à rebondissements, se renouvelant continuellement pendant les quinze ans de publication.

## Publication
La plupart des épisodes sont parus dans Cœurs vaillants et dans J2 Jeunes, puis dans Formule 1. Quatre d'entre eux ont été publiés en albums.
La publication a débuté dans Cœurs vaillants en 1956, au rythme d'une page hebdomadaire. La publication s'arrête en 1970. 
Selon Gaumer, la publication s'interrompt sans explication au milieu de l'épisode le Champ de Montaroza. Selon Filippini, cette série n'est plus du goût des jeunes lecteurs de Formule 1.

### Épisodes dans les périodiques
- Les épisodes 1 à 13 (1956-1963) paraissent dans le journal Cœurs vaillants.
- Les épisodes 14 à 27 (1963-1970) paraissent dans le journal J2 Jeunes.

1. La flûte magique (1956), dans Cœurs vaillants
2. Opération Furet (1956-1957)
3. Appel à X… Y… Z… (1957-1958)
4. Le cercle rouge (1958)
5. L'épave du Zipangu (1959)
6. Le trompettiste du Strasbourg-Paris (1959-1960)
7. La boîte à musique (1960)
8. Le trésor du Roy (1960-1961)
9. Silence ! On tourne (1961)
10. À coups de plume (1962)
11. Le cheval de Brandevert (1962)
12. Lestaque attaque (1962-1963)
13. Les masques blancs (1963)
14. L'honneur de Lestaque (1963-1964), dans J2 Jeunes
15. L'homme au manteau gris (1964-1965)
16. Alerte au Carroguay (1965)
17. Le coffre de bois (1965-1966)
18. Le machin (1966)
19. Mot de passe « Panthère » (1966)
20. La voiture banalisée (1967)
21. Escale à Tampipourvou (1967)
22. Ramula est là ! (1967-1968)
23. Destination Tanger (1968)
24. L'hydre de Lerne (1968)
25. Le puits de Kêkanès (1968-1969)
26. Le passage souterrain (1969)
27. Le champ de Montaroza (1970, publication interrompue)

### Albums
Albums parus, :
- Le Cercle rouge, Fleurus, 1959, 64 planches (contient également Appel à X, Y, Z) ;
- Le Trompettiste du Strasbourg-Paris, Fleurus, 1961, 30 planches ;
- L'épave du Zipangu, Edipat ;
- Le cercle rouge, Edipat ;
- Opération Furet, Éditions du Triomphe, 1997, 47 planches  (ISBN 2-84378-005-5).

Édition en intégrales :
- Alex, Euréka et l'inspecteur Lestaque, intégrale t. 4 : À l'assaut du mystère !, éditions Plotch Splaf, décembre 2017  (ISBN 9791092402216) – Comporte les épisodes 7 : La boîte à musique (1960) ; 8 : Le trésor du Roy (1960-1961) ; et 9 : Silence ! On tourne (1961)[9].
- Alex, Euréka et l'inspecteur Lestaque, intégrale t. 5 : Lestaque se déchaîne, éditions Plotch Splaf, décembre 2017  (ISBN 9791092402223) – Comporte les épisodes 10 : À coups de plume (1962) ; 11 : Le cheval de Brandevert (1962), et 12 : Lestaque attaque (1962-1963)[10].

### Nouvelles illustrées et romans photos de l’inspecteur Lestaque
À ces épisodes de bandes dessinées il faut ajouter quatorze nouvelles illustrées et romans-photos de l'inspecteur Lestaque, incarné par Guy Hempay lui-même.  dont certains épisodes à suivre et/ou faisant l'objet de concours auprès des lecteurs de Cœurs vaillants et ses successeurs.

#### Nouvelles illustrées de l’inspecteur Lestaque
Trois nouvelles, écrites par Guy Hempay (Jean-Marie Pélaparat), sont illustrées par Pierre Brochard :
1. Qui veut trop prouver… (1960, dans Cœurs vaillants) ;
2. En direct avec Lestaque (1965, dans J2 Jeunes) ;
3. Le cigare de Fricot (1966, dans J2 Jeunes).

#### Nouvelles illustrées de photos et romans photos de l’inspecteur Lestaque
Quinze nouvelles et romans-photos sont écrits par Guy Hempay :
1. Un romancier pas comme les autres (1960), dans Cœurs vaillants ;
2. L’affaire de l’auto-carburant (1960) ;
3. Un jour de pluie (1960) ;
4. Le printemps fait bien les choses (1961) ;
5. Sur la route de Paris (1961) ;
6. Lestaque contre le Yéti (1961) ;
7. Scotland-Yard à Marseille (1961) ;
8. Quelle histoire ! (1962) ;
9. Les aventures des ancêtres de Lestaque (1962) ;
10. Le retour du Yéti (1962) ;
11. Le ramasseur de jouets (1963) ;
12. Vulcain forgeant ; Un de ces hommes est le voleur (1963) ;
13. La collection Landy (1963) ;
14. Du sang–froid Lestaque (1963), dans J2 Jeunes ;
15. Bastagaille a disparu (1964).